# تدخل موجز
التدخّل الموجز، ويطلق عليهِ أيضًا الفحص والتدخل الموجز (SBI)؛ أو في إنجلترا، تحديد الهوية والنصيحة الموجزة (IBA) هو تكنيك يُستخدَم لبدء تغيير السلوك غير الصحي، أو الخطير مثل التدخين، أو عدم ممارسة التمارين الرياضية، أو إساءة استخدام الكحول. تصف هذه الصفحة في المقام الأول التدخّلات الموجزة وينبطق هذا على الكحول.( كتدخل للكحول ) عادة يكون موجه لغير مدمني الكحول أو للمدمنين ممن يواجهون المشاكل، لكن لا يسعون للحصول على علاج. وهو نهج يهدف إلى منع تسريع أو تأثير مشاكل الكحول.أو لتقليل استهلاك الكحول. يمكن تنفيذها بمجموعة من الإعدادات مثل في (الرعاية الأولية)، الطوارئ أو أقسام المستشفى الأخرى، اعدادات العدالة الجنائية، أماكن العمل، إلكترونيا، إعدادات الجامعات والكليات، وغيرها.
يتضمن التدخل الموجز 'الفحص' أو 'التحديد' الذي يتم بموجبه تقييم مستوى مخاطر الشرب بواسطة أداة مُعتمَدة مثل (اختبار التعرّغ على اضطراب استخدام الكول (AUDIT)). يعقب ذلك درجة ما من التغذية الراجعة حول هذا التقييم. التدخل الموجز للكحول يمكن أن يكون قصير، كما يتم تقديمه في جلسة واحدة، أو يمتد مع عدة مكونات أو تكون مصممة للاستخدام عدة مرات.
يعمل التدخل الموجز بطريقتين: 
1- عن طريق جعل الناس أن يفكروا بشكل مختلف حول استخدامهم الكحول لذلك هم بدأوا أن يفكروا حول أو بعمل تغييرات في استهلاكهم للكحول.
2- عن طريق تزويد أولئك الذين اختاروا الشرب بمهارات تسمح لهم باستهلاك الكحول بطريقة أكثر أمنًا.

FRAME
بالنسبة إلى سوء استخدام الكحول، تم تحديد العناصر التالية على أنها مهمة بشكل خاص وتكون اختصار FRAMES (الإطارات) 
•Feedback (تغذية راجعة) حول خطر مشاكل الكحول.
•Responsibility (المسؤولية): حيث يكون الشخص الذي يسيء استخدام الكحول مسؤولًا عن التغيير 
•Advice(النصيحة): حول التقليل أو الاتجاه الواضح للتغيير.
•Menu(القائمة): تقديم استراتيجيات متنوعة للتغيير. 
•Empathy(التعاطف) مع مقاربة دافئة وتأملية ومرضية واستيعابه. 
•Self-efficacy(الفعالية الذاتية) للشخص المسيء الاستخدام في إجراء التغيير

المقابلات التحفيزية
تعتمد التدخلات الموجزة على أساليب إجراء المقابلات التحفيزية. المقابلات التحفيزية هي تقنية تهدف إلى أن تكون غير انتقادية وغير قائِمة على المواجهة.يعتمد نجاحها بشكل كبير على تقديم تغذية راجعة موضوعية تستند على المعلومات المقدمة من أحد الأفراد. وتشمل التقنية الإقرار بأن الأفراد الذين يحضرون جلسة إسداء المشورة أو التقييم أو برنامج الوقاية قد يكونوا على مستويات مختلفة من الاستعداد لتغيير أنماط استهلاكهم للكحول، بما في ذلك: 
•لا يوجد تصور لأي مشاكل في استهلاك الكحول. 
•إدراك مشكلة تعاطي الكحول بدون إجراء مقابل .
•المعالجة النشطة الحالية لمشكلة استهلاك الكحول  •الصيانة المستمرة لخفض استهلاك الكحول.
تحاول التقنية أن تزيد من وعي الشخص بالمشاكل المحتملة التي يسببها، والعواقب التي واجهته، والمخاطر التي يواجهها نتيجة لأنماط استهلاك الكحول. عند تقديم التغذية الراجعة، قد يعزز الطبيب أو مقدم البرنامج تطوير أوجه الاختلاف بين تصور أن شخصًا ما لديه نفسه وبين واقع ذلك الشخص. وتقر هذه التقنية بأن الناس قد يأتون إلى جلسة استشارية أو تقييم أو برنامج وقاية على مستويات مختلفة من الاستعداد لتغيير سلوكهم في الشرب. ربما لم يفكر بعض الناس قط في إحداث تغييرات في شرب الكحول، وربما فكر آخرون في الأمر ولكنهم لم يتخذوا خطوات لتغيير ذلك، وربما كان البعض يحاول أن يخفض استهلاكه، وربما كان آخرون قد خفضوا بالفعل، ونجحوا في الحفاظ على انخفاض استهلاكهم. تحاول المقابلات التحفيزية معالجة القضايا المحددة التي يواجهها الناس في أي مرحلة معينة. باختصار، تسعى الاستراتيجية إلى حث الأفراد على التفكير بشكل مختلف في استخدامهم للكحول والتفكير في نهاية المطاف في ما يمكن اكتسابه من خلال التغيير.